# 日德兰语
日德兰语（丹麥語：Jysk，ˈjysg̊）属于印欧语系－日尔曼语族－北日尔曼语支－丹麦语，是通行於丹麦王国西部日德兰半岛的方言，也零星通行於德国境内的部分地区。

## 发音
日德兰语发音与标准丹麦语差异较大

## 语法
语法与标准丹麦语差别不大，部分词拼写有差异。

## 地区方言

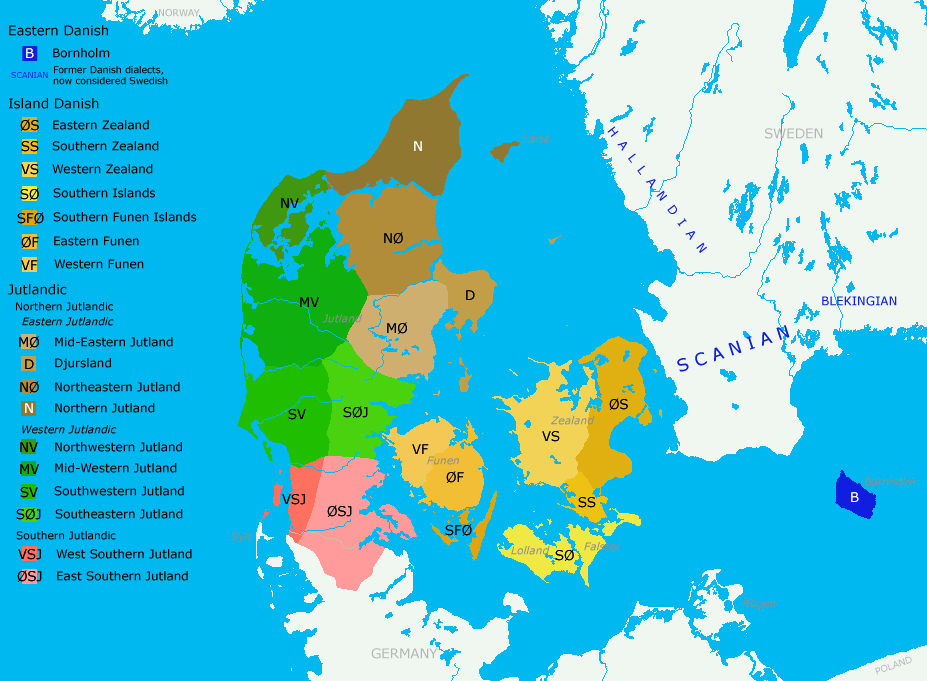
丹麦语方言图

通行於日德兰半岛，丹麦西部。
- 西日德兰方言
- 东日德兰方言
- 北日德兰方言
- 南日德兰方言（英语：South Jutlandic）
- 中日德兰方言

## 参看
- 丹麦语和挪威语字母
- 丹麦语